# 아메드 벤 벨라

아메드 벤 벨라(Ahmed Ben Bella, 1916년 12월 25일 ~ 2012년 4월 11일)는 알제리 공화국의 초대 총리이자 제1대 대통령이다.
알제리 서부 마그니아의 수피 무슬림 가문에서 태어나, 1936년 프랑스 육군 징집된 후 마르세유에서 근무하면서 1939년부터 1940년까지 올랭피크 드 마르세유의 축구 선수로 활동하며 쿠프 드 프랑스에 참가하였다. 이후 1940년 다시 프랑스 육군에 입대해 제2차 세계 대전에서 자유 프랑스군의 병사로 참전하였고, 그 공으로 훈장을 두 번 받았다. 제2차 세계 대전 뒤에는 反프랑스 독립 운동의 중심인물이 되었고, 1950년에 민족주의 운동 자금을 마련을 위해 벌인 우체국 강탈로 체포되었지만, 옥에 갇힌 지 2년 만에 탈출하였다. 알제리 독립 전쟁이 발발하면서 알제리 민족 해방 전선 (FLN)의 중심인물로서 이집트, 리비아로 몸을 피하면서 독립 전쟁을 전개했지만, 1956년 프랑스 총리 기 몰레 (Guy Mollet) 와 평화 협상을 하는 과정에서 프랑스 군사 당국에 다시 잡혀 1962년까지 옥중에서 보냈다.
그는 옥에 갇혀 있는 동안 알제리 임시 정부의 부총리가 되었으며, 독립 후에 사회주의를 지향하는 정책의 시비 등을 둘러싸고 벤유세프 벤헤다 (Benyoucef Benkhedda) 와 대립했지만, 민족해방군 (ALN)의 지도자 우아리 부메디엔 (Houari Boumédiènne)의 중재 개입으로 1963년에 반대 없이 알제리 공화국 대통령에 선출되었다. 1964년에는 소비에트 연방 정부로부터 소비에트 연방 영웅 칭호를 받았으며, 취임한 지 3년째인 1965년에 우아리 부메디엔 육군 참모총장이 주도한 쿠데타로 실각하면서, 1980년까지 구속되었다.
석방된 뒤에는 10년간 스위스의 로잔에서 살았으나, 1990년 알제리로의 귀국이 허용되었다.

## 역대 선거 결과
| 선거명      | 직책명        | 대수 | 정당         | 득표율 | 득표수      | 결과 | 당락 |
| ----------- | ------------- | ---- | ------------ | ------ | ----------- | ---- | ---- |
| 1963년 선거 | 알제리 대통령 | 1대  | 국민해방전선 | 99.61% | 5,805,103표 | 1위  |      |